# Барчиха (приток озера)
Барчиха — река в России, протекает по Усть-Пристанскому району Алтайского края. Истоки реки в районе села Троицкое, устье находится у озера без названия у села Беспалово. Длина реки составляет 20 км.

## Данные водного реестра
По данным государственного водного реестра России относится к Верхнеобскому бассейновому округу, водохозяйственный участок реки — Обь от слияния рек Бия и Катунь до города Барнаул, без реки Алей, речной подбассейн реки — бассейны притоков (Верхней) Оби до впадения Томи. Речной бассейн реки — (Верхняя) Обь до впадения Иртыша.